# Miniopterus majori
Miniopterus majori és una espècie de ratpenat que viu a Madagascar. Està amenaçat d'extinció per la pèrdua del seu hàbitat natural.
Fou anomenat en honor del mastòleg i metge suís Charles Immanuel Forsyth Major.